# Sestry augustiniánky pomoci
Sestry augustiniánky pomoci (španělsky: Agustinas Hermanas del Amparo) je ženská řeholní kongregace, jejíž zkratkou je A.H.A.

## Historie
Kongregace byla založena v Palma de Mallorca knězem a augustiniánský terciář Sebastián Gili Vives. Byl ředitelem provinčního azylu na Baleárech. Brzy dospěl k založení nové kongregace, která by se zaměřila na potřebné a opuštěné. Nové společenství vzniklo 6. února 1859. Prvními sestrami byli Agostina Esteva, Rita Andreu, Clara Fullana a Catalina Thomás Santandreu.
Dne 17. června 1859 se kongregace stala součástí Řádu svatého Augustina. Novou kongregaci schválil biskup mollorky Rigoberto Doménech y Valls 20. listopadu 1923.

## Aktivita a šíření
Kongregace se zabývá hmotné i duchovní pomoci, učí na školách a pečují o nemocné.
Jsou přítomni ve Španělsku, Argentině, Hondurasu, Itálii, Nikaragui a v Peru; generální kurie se nachází v Palma de Mallorca.
Na konci roku 2008 měla kongregace 116 sester ve 27 domech.